# Sunipia kachinensis
Sunipia kachinensis är en orkidéart som beskrevs av Gunnar Seidenfaden. Sunipia kachinensis ingår i släktet Sunipia och familjen orkidéer.
Artens utbredningsområde är Burma. Inga underarter finns listade i Catalogue of Life.